# 西山弘道
西山 弘道（にしやま ひろみち、1945年（昭和20年） - ）は、日本のフリージャーナリスト、政治評論家。民間シンクタンク「平河総合戦略研究所」理事。
元文化放送報道記者、ニュースデスク。

## 略歴
満洲国（現・中華人民共和国東北区）に生まれる。1969年、早稲田大学卒業、文化放送入社。
国会担当記者として「永田町戦国史」といわれた時代の国会をマークした。その他は、警視庁記者クラブキャップ、報道部長、ニュースワイド番組「走れ! やじうまン!!」「西山弘道の世の中朝一番」キャスター、編成局次長を経て、2005年に退職。退職後はフリージャーナリスト、政治評論家。また、拓殖大学などで非常勤講師を務める。